# Дусрах
Дусрах (авар. Рисиб) — село в Чародинском районе Республики Дагестан. Административный центр муниципального образования сельское поселение сельсовет Дусрахский.

## География
Село Дусрах с обеих сторон омывают реки: Маленькая река и Рис-ор.

## Население
| 1869 | 1888 | 1895 | 1926 | 1939 | 1970 | 1989 |
| ---- | ---- | ---- | ---- | ---- | ---- | ---- |
| 283  | ↗333 | →333 | ↘315 | ↘297 | ↗421 | ↘297 |
| 2002 | 2010 | 2021 |      |      |      |      |
| ↘258 | ↗280 | ↗369 |      |      |      |      |

Жители аварцы. Исторически входил в состав Казикумухского ханства, а в 1842 году Дусрах вошел в Имамат Шамиля. После пленения Шамиля, Дусрах вновь вошел в состав ханства с 1860 года преобразованного в Казикумухский округ.